# 4469 Utting
A 4469 Utting (ideiglenes jelöléssel 1978 PS4) a Naprendszer kisbolygóövében található aszteroida. Perthi Obszervatórium fedezte fel 1978. augusztus 1-én.